# 中国たばこ
中国たばこ（ちゅうごくたばこ、中国語: 中国烟草、英語: China Tabacco）は、「1つの機構で2つの組織」の概念下で国家煙草専売局（英語略称：STAA）と国家煙草総公司（CNTC）の意味で使われ、中華人民共和国国務院の管理下でたばこ（中国語：煙草）の独占的生産、供給、販売、専売フランチャイズを担当する国家機関で、現在は国務院工業情報化部（MIIT）の管理下にある。
国家煙草専売局は1984年に設立され、国家煙草総公司配下の諸子会社のたばこ生産総量は世界第一位で、たばこ産業における世界最大の運営組織となっている
。国家煙草専売局（国家煙草総公司）は、中国大陸におけるたばこ産業の統一指導、垂直管理、独占管理システムを実施し、「人事、財務、資材、生産、供給、マーケティング、対内、対外、貿易」の面で業界全体の集中統一管理を行なっており、中国大陸で現在も「政企一体化」を実施している数少ない組織の一つである。

## 関連機構
中国たばこの関連諸機関は中央機構、各省機構別に上にリンクする中国語版に一覧がある。